# Dálnoki Veres Gerzson
Dálnoki Veres Gerzson (Dálnok, 1681 – 1722 után) költő, kuruc kapitány.
Életéről igen keveset tudunk. A Rákóczi-szabadságharc idején Teleki Mihály gróf lovasezredében szolgált, 1704-ben a harmadik század, 1706-ban pedig már az első, úgynevezett testőrszázad ("lajb compania") vicehadnagya. A mustrakönyvi bejegyzésekben Dalnoki Gersonként szerepel, és az erdélyi Dálnokra való.

## Műve
Kuruc krónika címmel verses elbeszélést írt a szabadságharcról, melyet még életében szeretett volna kiadni, s 1722-ben e célból Haller Gábornak, II. Rákóczi Ferenc nemesifjakból álló testőrsége egykori őrnagyának, Károlyi Sándor vejének ajánlotta munkáját, Haller korai halála miatt azonban a kiadás elmaradt. A kéziratról a Magyar Nyelvmivelő Társaság Munkáinak Első Darabja (Szeben, 1796. 203.) adott hírt, majd Thaly Kálmán adta ki 1872-ben. Maga a vers főként az 1708–1711 közötti évekről nyújt élményszerű beszámolót, irodalmi értékén túl fontos történelmi forrás.